# Надія Подороська
Надія Подороська — аргентинська тенісистка українського походження, чемпіонка Панамериканських ігор.
Виступаючи за Аргентину в Кубку Біллі Джин Кінг (до 2020-го Федкап), Подороська має співвідношення виграшів-програшів 12-5 (станом на жовтень 2020).
Найбільшим досягнення Подороської став вихід у півфінал Відкритого чемпіонату Франції 2020 року, завдяки якому вона піднялася не тільки в першу сотню, а у п'ятдесятку рейтингу WTA.

## Ососбисте життя
Подороська живе і тренується в Аліканте (Іспанія).
У 2022 році Подороська здійснила камінг-аут як лесбійка, опублікувавши в Instagram фото зі своєю дівчиною, аргентинською тенісисткою Гільєрміною Наєю. Ці стосунки вона також підтвердила в інтерв'ю ClayTenis.com.

## Історія виступів на турнірах Великого шолома

### Одиночний розряд
| Турнір          | 2016 | 2017 | 2018 | 2019 | 2020 | В–П |
| --------------- | ---- | ---- | ---- | ---- | ---- | --- |
| Australian Open | A    | К1   | A    | К2   | A    | 0–0 |
| French Open     | A    | К1   | A    | A    | ПФ   | 5–1 |
| Wimbledon       | A    | К1   | A    | A    | NH   | 0–0 |
| US Open         | 1к   | A    | A    | К1   | A    | 0–1 |
| Ви–Пр           | 0–1  | 0–0  | 0–0  | 0–0  | 5–1  | 5–2 |

## Фінали турнірів WTA

### Пари: 2 (1 титул)
| Результат | В–П | Дата     | Турнір                    | Категорія   | Поверхня | Патнерка           | Супротивниці                      | Рахунок       |
| --------- | --- | -------- | ------------------------- | ----------- | -------- | ------------------ | --------------------------------- | ------------- |
| Перемога  | 1–0 | Кві 2017 | Copa Colsanitas, Колумбія | Міжнародний | Ґрунт    | Беатріс Аддад Майя | Вероніка Сепеде Ройг Магда Лінетт | 6–3, 7–6(7–4) |
| Поразка   | 1–1 | Кві 2018 | Copa Colsanitas, Колумбія | Міжнародний | Ґрунт    | Маріана Дуке       | Даліла Якупович Ірина Хромачова   | 3–6, 4–6      |

## Фінали турнірів серії WTA 125K

### Пари: 1 фінал
| Результат | В–П | Дата     | Турнір                            | Поверхня | Партнерка              | Супротивниці               | Рахунок  |
| --------- | --- | -------- | --------------------------------- | -------- | ---------------------- | -------------------------- | -------- |
| Поразка   | 0–1 | Вер 2020 | Advantage Cars Prague Open, Чехія | Ґрунт    | Джулія Гатто Монтіконе | Лідія Морозова Андрея Міту | 4–6, 4–6 |